# Paolo Giusti
Pour les articles homonymes, voir Giusti (patronyme).
Paolo Giusti (né à Rome le 21 octobre 1942 et mort dans la même ville le 24 juin 2020) est un acteur italien.

## Biographie
Figure bien connue des romans-photos Paolo Giusti a fait ses premiers pas au cinéma dans des petits rôles dans Che gioia vivere (1961) de René Clément et Che fine ha fatto Totò Baby? (1964) d'Ottavio Alessi, avec Totò, Pietro De Vico et Mischa Auer.
Il a ensuite travaillé à l'étranger dans des productions internationales comme Les Innocents aux mains sales (1975) de Claude Chabrol, un réalisateur avec lequel il avait déjà travaillé des années auparavant dans un rôle secondaire dans La Route de Corinthe (1967),.
Il a utilisé le pseudonyme anglais Paul Just dans le film de guerre, I diavoli della guerra (1969) de Bitto Albertini.
Paolo Giusti était également un chanteur et a participé à de nombreuses reprises au programme musical MilleVoci.
Paolo Giusti est mort à Rome le 24 juin 2020 après une longue maladie.

## Filmographie partielle
- 1961 : Quelle joie de vivre (Che gioia vivere), de René Clément
- 1964 : Che fine ha fatto Totò Baby?, d'Ottavio Alessi
- 1967 : Indomptable Angélique de Bernard Borderie
- 1967 : La Route de Corinthe, de Claude Chabrol
- 1969 : Les Guerriers de l'enfer, de Bitto Albertini
- 1970 : Échec à la maffia (Scacco alla mafia) de Lorenzo Sabatini
- 1970 : Con lui cavalca la morte, de Giuseppe Vari
- 1972 : Don Camillo et les Contestataires (Don Camillo e i giovani d'oggi), de Mario Camerini
- 1973 : Les Enfants de chœur (Gli eroi), de Duccio Tessari
- 1973 : Gott schützt die Liebenden, d'Alfred Vohrer
- 1973 : La polizia incrimina, la legge assolve, d'Enzo G. Castellari
- 1974 : Dossier rose de la prostitution (Prostituzione), de Rino Di Silvestro
- 1975 : Les Innocents aux mains sales de Claude Chabrol
- 1976 : La spiaggia del desiderio, d'Enzo D'Ambrosio
- 1976 : L'Année sainte de Jean Girault
- 1979 : L'Infirmière du régiment (L'infermiera nella corsia dei militari), de Mariano Laurenti
- 1979 : Sette ragazze di classe, de Pedro Lazaga
- 1980 : Le Retour de Patrick (Patrick vive ancora), de Mario Landi
- 1980 : La settimana bianca, de Mariano Laurenti
- 1985 : The Assisi Underground, d'Alexander Ramati
- 1992 : Gole ruggenti, de Pier Francesco Pingitore
- 1994 : Il gladio dei veleni, de Giampaolo Santini[3]